# Casalborgone
Casalborgone é uma comuna italiana da região do Piemonte, província de Turim, com cerca de 1.704 habitantes. Estende-se por uma área de 20 km², tendo uma densidade populacional de 85 hab/km². Faz fronteira com San Sebastiano da Po, Lauriano, Castagneto Po, Rivalba, Tonengo (AT), Aramengo (AT), Berzano di San Pietro (AT), Cinzano.

## Demografia
| Variação demográfica do município entre 1861 e 2011                               |
|                                                                                   |
| Fonte: Istituto Nazionale di Statistica (ISTAT) - Elaboração gráfica da Wikipedia |